# Ayllón
Ayllón là một đô thị ở tỉnh Segovia, Castile và León, Tây Ban Nha. Theo điều tra dân số năm 2007 của Viện thống kê quốc gia Tây Ban Nha, đô thị này có dân số 1.243 người.
Năm 1411, hiệp ước Ayllón đã được Bồ Đào Nha và Castile ký kết chấm dứt chiến tranh Interregnum.